# Stillingia acutifolia
Stillingia acutifolia är en törelväxtart som först beskrevs av George Bentham, och fick sitt nu gällande namn av George Bentham, Joseph Dalton Hooker och William Botting Hemsley. Stillingia acutifolia ingår i släktet Stillingia och familjen törelväxter. Inga underarter finns listade i Catalogue of Life.